# 안산그린공원
안산근린공원(安山近鄰公園)은 대한민국 전라남도 여수시 학동에 있는 공원이다. 1977년 공원으로 결정된 이후 2019년에 조성되어 산책로 800m, 광장 2개소, 휴게쉼터 2개소, 주차장 5개소 87면, 운동시설 5종 10개, 정자 1동 등이 설치되었으며,2019년 10월에는 전라남도 친환경디자인상 시상식에서 우수상을 수상했다.